# Férfi 4 x 100 méteres váltófutás a 2015. évi nyári európai ifjúsági olimpiai fesztiválon
A 2015. évi nyári európai ifjúsági olimpiai fesztiválon az atlétikai versenyszámokat Tbilisziben rendezték. A férfi 4 x 100 méteres váltófutás előfutamait július 31.-én, a döntőt pedig augusztus 1.-én rendezték.

## Rekordok
A versenyt megelőzően a következő rekordok voltak érvényben:
| EYOF rekord | Nagy-Britannia | 40.68 cm |

## Előfutamok
Mindkét előfutam első helyezettje (Q) illetve a további legjobb 6 időeredménnyel (q) rendelkező csapat jutott tovább a döntőbe. Minden nemzet egyetlen négyfős csapattal képviselhette magát.
| H | Csoport | Nemzet        | Versenyzők                                                                                    | E     | Mj  |
| - | ------- | ------------- | --------------------------------------------------------------------------------------------- | ----- | --- |
| 1 | 1       | Franciaország | Luc Bertrand Simon Boypa Marc-Antoine Saban Florian Barbier                                   | 42.38 | Q   |
| 2 | 1       | Hollandia     | Bryan Pronk Rafael Raap Luuk Peters Daan Lubberdink                                           | 43.08 | q   |
| 3 | 2       | Spanyolország | Luis Salort Asensio Alejandro Peiro Peris Jesus Gomez Villadiego Pol Retamal Avila            | 43.20 | Q   |
| 4 | 2       | Magyarország  | Deák Márton Leveleki Bence Miklós Bak Bálint Krisztián Tano Leonardo                          | 43.84 | q   |
| 5 | 1       | Olaszország   | Christian Faidiga Michael Albrecht Andrea Dallavalle Mario Marchei                            | 44.08 | q   |
| 6 | 2       | Finnország    | Vesa Kittila Samuel Purola Kalle Kompuinen Eetu Melanen                                       | 44.13 | q   |
| 7 | 1       | Szlovákia     | Adrian Baran Jakub Benda Simon Rigasz Marcel Zilavy                                           | 45.04 | q   |
| 8 | 1       | Azerbajdzsán  | Gadir Gurbanov Vagif Baghirov Farhad Asadov Kamran Safarov                                    | 46.13 | q   |
| - | 1       | Szlovénia     | Tine Suligoj Matevz Cimermancic Jure Grkman Jan Vukovic                                       | -     | DNF |
| - | 2       | Románia       | Andrei Ionut Constantin Ghetea Stefan Bogdan Juganu Sorin Florin Ionescu Bogdan Ioan Sitoianu | -     | DQ  |
| - | 2       | Lengyelország | Kamil Krzysztof Cwik Rafal Robert Pajak Mateusz Czeslaw Wrobel Antoni Aleksander Walicki      | -     | DNS |
| - | 2       | Ukrajna       |                                                                                               | -     | DNS |

## Döntő
| H     | Nemzet        | Versenyzők                                                                         | E     | Mj  |
| ----- | ------------- | ---------------------------------------------------------------------------------- | ----- | --- |
| Arany | Franciaország | Luc Bertrand Simon Boypa Marc-Antoine Saban Florian Barbier                        | 42.11 |     |
| Ezüst | Spanyolország | Luis Salort Asensio Alejandro Peiro Peris Jesus Gomez Villadiego Pol Retamal Avila | 42.46 |     |
| Bronz | Szlovákia     | Adrian Baran Jakub Benda Simon Rigasz Marcel Zilavy                                | 44.29 |     |
| 4     | Azerbajdzsán  | Gadir Gurbanov Vagif Baghirov Farhad Asadov Kamran Safarov                         | 44.69 |     |
| -     | Finnország    | Vesa Kittila Samuel Purola Kalle Kompuinen Eetu Melanen                            | -     | DNF |
| -     | Magyarország  | Deák Márton Leveleki Bence Miklós Bak Bálint Krisztián Tano Leonardo               | -     | DNF |
| -     | Hollandia     | Bryan Pronk Rafael Raap Luuk Peters Daan Lubberdink                                | -     | DQ  |
| -     | Olaszország   | Christian Faidiga Michael Albrecht Andrea Dallavalle Mario Marchei                 | -     | DNS |